# Saint-Pierre-de-Maillé
Saint-Pierre-de-Maillé è un comune francese di 944 abitanti situato nel dipartimento della Vienne nella regione della Nuova Aquitania.
È patria del sacerdote cattolico Andrea Uberto Fournet (1752–1834), che nel 1807 vi fondò, assieme a Giovanna Elisabetta Bichier des Ages, la congregazione delle Figlie della Croce, dette anche Suore di Sant'Andrea.

## Società

### Evoluzione demografica
Abitanti censiti